# Estación de Vila Meã
La Estación Ferroviaria de Vila Meã, también conocida como Estación de Vila Meã, es una plataforma ferroviaria de la línea del Duero, que sirve a la localidad de Vila Meã, en el Distrito de Porto, en Portugal.

## Características

### Localización y accesos
Se encuentra en la localidad de Vila Meã, con acceso por la calle 5 de octubre.

### Descripción física
En enero de 2011, la estación presentaba 2 vías de circulación, ambas con 350 metros de longitud; las dos plataformas tenían 135 y 205 metros de longitud, y una altura de 30 centímetros.

### Servicios
Esta plataforma apenas es utilizada por servicios Regionales de la operadora Comboios de Portugal.